# Amsterdam Klezmer Band
Die Amsterdam Klezmer Band ist eine 1996 gegründete experimentelle Klezmer-Musikgruppe aus Amsterdam, die traditionelle Klezmer-Melodien und -lieder mit osteuropäischen Einflüssen und Jazzelementen vermischt. Die Band schreibt die meisten der Lieder selbst, interpretiert aber auch traditionelles jüdisches oder osteuropäisches Liedgut neu.

## Geschichte

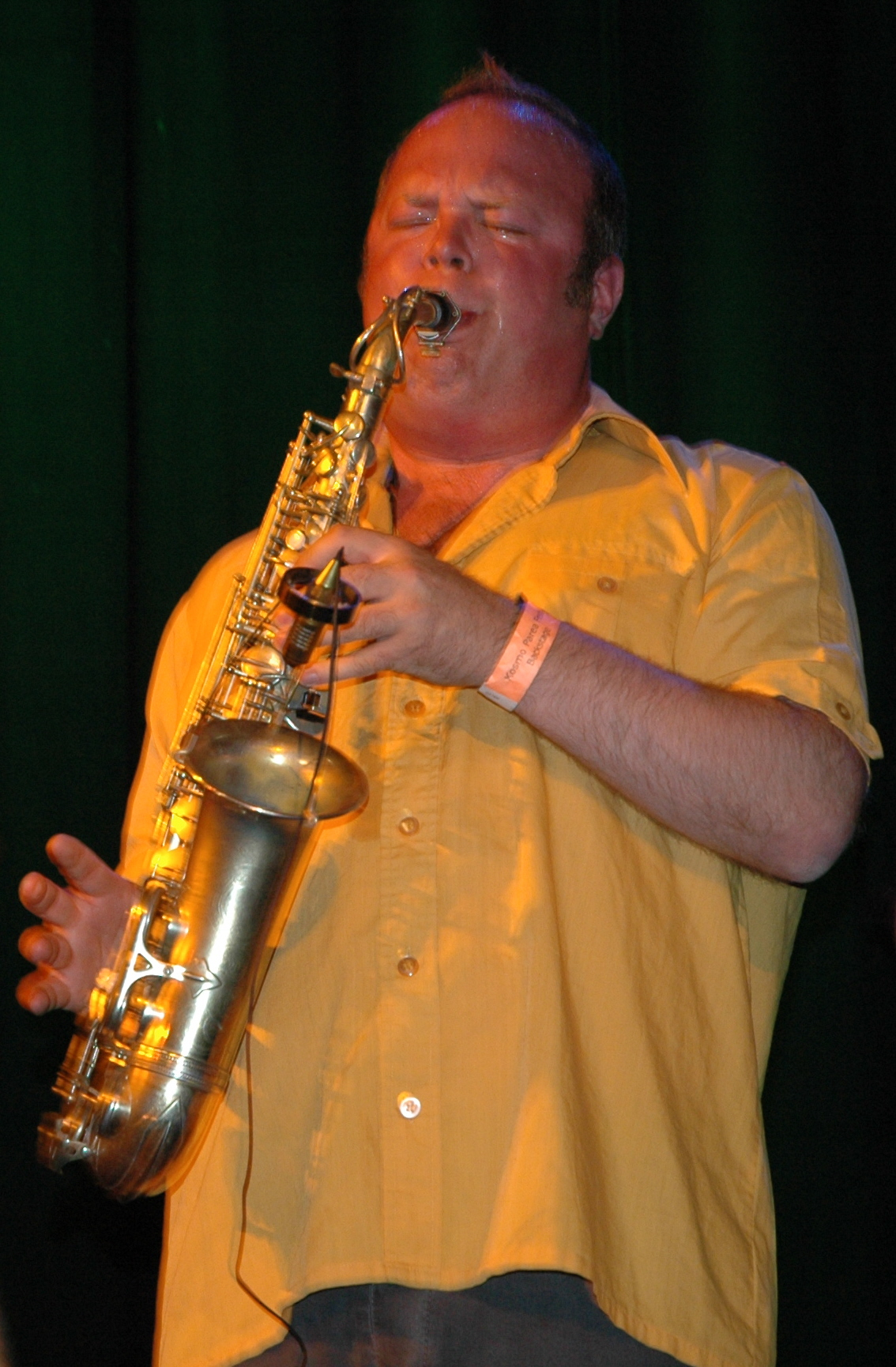
Bandgründer, Saxophonist und Sänger der jiddischen Lieder, Job Chajes.

Die 1996 vom Saxophonisten, Klarinettisten und Sänger Job Chajes mit zwei weiteren Musikern aus Amsterdam gegründete Amsterdam Klezmer Band spielte anfangs vorwiegend auf den Straßen Amsterdams sowie in kleineren Lokalen. Die Band wuchs auf vier Mitglieder an – neben Chajes spielten der Trompeter Gijs Levelt, der Akkordeonspieler Henkjan van Minnen sowie der Kontrabassist und Banjo-Spieler Jasper de Beer. Ein erster „Durchbruch“ erfolgte 1999, als die Band das erste Mal am niederländischen Oerol Festival auftrat, nach den zwei Kassetten Mesjogge (= Meschugge, 1996) und Leib in de Pijp (1997), ihr erstes Album auf CD – noch im Eigenverlag, 2003 jedoch als Wiederveröffentlichung im Verlag BV Haast – fertigstellte und ihre erste Auslandstour mit Stationen in Slowenien und der Türkei absolvierte. Es folgte 2000 das zweite Album, Malaloka, das beim niederländischen Musikverlag Syncoop erschien. Es erfolgte erneut eine Tournee durch die Türkei sowie durch Italien und die Schweiz.
2001 erweiterte sich die Band um den aus Odessa stammenden Sänger Alec Kopyt, sowie der Klarinettist Janfie van Strien, der bereits 1999 als Gastmusiker am Album mitgewirkt hat, und den Posaunisten Joop van der Linden. Die Band veröffentlichte ihr drittes Album Limonchiki, diesmal beim New Yorker Label Knitting Factory. Es folgte die erste große Tour durch die niederländischen Musikclubs, die mit einer großen CD-Release-Party im Club Paradiso mündete. Der Bekanntheitsgrad der Band in Holland wuchs zudem durch Auftritte im Fernsehen sowie an Festivals wie dem Noorderslag festival (2001), North Sea Jazz (2002) und dem Lowlands Festival (2001) stark an. Neben den zahlreichen Auftritten in Holland und vereinzelt auch im ferneren Ausland absolvierte die Band von 2001 bis 2003 jährlich eine Türkei-Tournee.
2003 nahm die Amsterdam Klezmer Band ihr viertes Album – Katakofti, das beim größten türkischen Weltmusik-Label Kalan erschien – gemeinsam mit der türkischen Galata Gypsy Band auf. Hier spielte erstmals Theo van Tol anstelle von Henkjan van Minnen, der die Band verließ, Akkordeon.

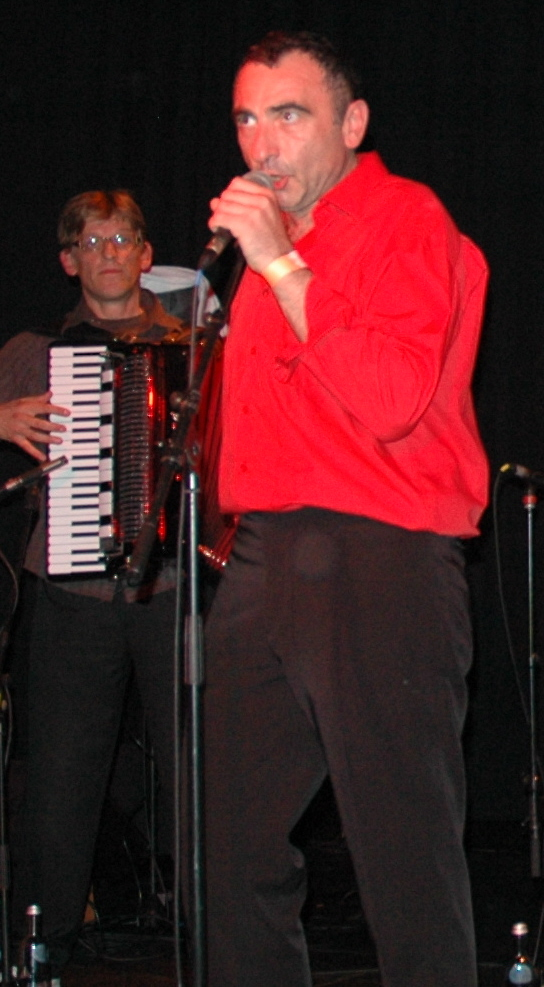
Der aus der Ukraine stammende Sänger Alec Kopyt.

2004 erschien die EP Man bites Dog eats Amsterdam Klezmer Band beim Jazzlabel try tone in Amsterdam. 2005 folgte das vierte Album, Son (russisch für „Traum“), das beim belgischen Label Connecting Cultures erschien.
Mittlerweile wurde auch der deutsche Produzent Stefan Hantel (Shantel) auf die Gruppe aufmerksam und arrangierte mit mehreren DJs gemeinsam mit der Band eine Remix-CD, die auch einige mit Gastmusikern neu aufgenommene Stücke beinhaltet und 2006 als Amsterdam Klezmer Band Remixed bei Essay Recordings erschien. Shantels Remix von Sadagora Hot Dub wurde zum Balkan Beat-Clubhit und lief auch auf diversen Radiostationen, etwa auf FM4 in Österreich, das auch das Remix von Immigrant Song eine Zeit lang im Programm hatte – möglicherweise mit ein Grund, warum die Band 2006 drei Mal durch Österreich tourte. Überhaupt wurde das Jahr 2006 dank der großen Medienresonanz auf Shantels Remix-CD das bisher erfolgreichste Tournee-Jahr. Es fanden auch je zwei Deutschland- und Frankreich-Tourneen, je eine Tournee durch die Schweiz und Portugal sowie Auftritte am Ashkenaz festival in Toronto, am Singerfestival in Warschau, am Jazzenede in Belgien, bei den Olympischen Winterspielen in Turin sowie am Klezmore-Festival in Wien statt.
2007 folgten unter anderem Auftritte am Sziget-Festival in Ungarn und ein Live-Konzert auf Radio WDR in Köln. 2018 trat die Band beim Burg-Herzberg-Festival auf.

## Diskografie
- 1996: Mesjogge, Musikkassette

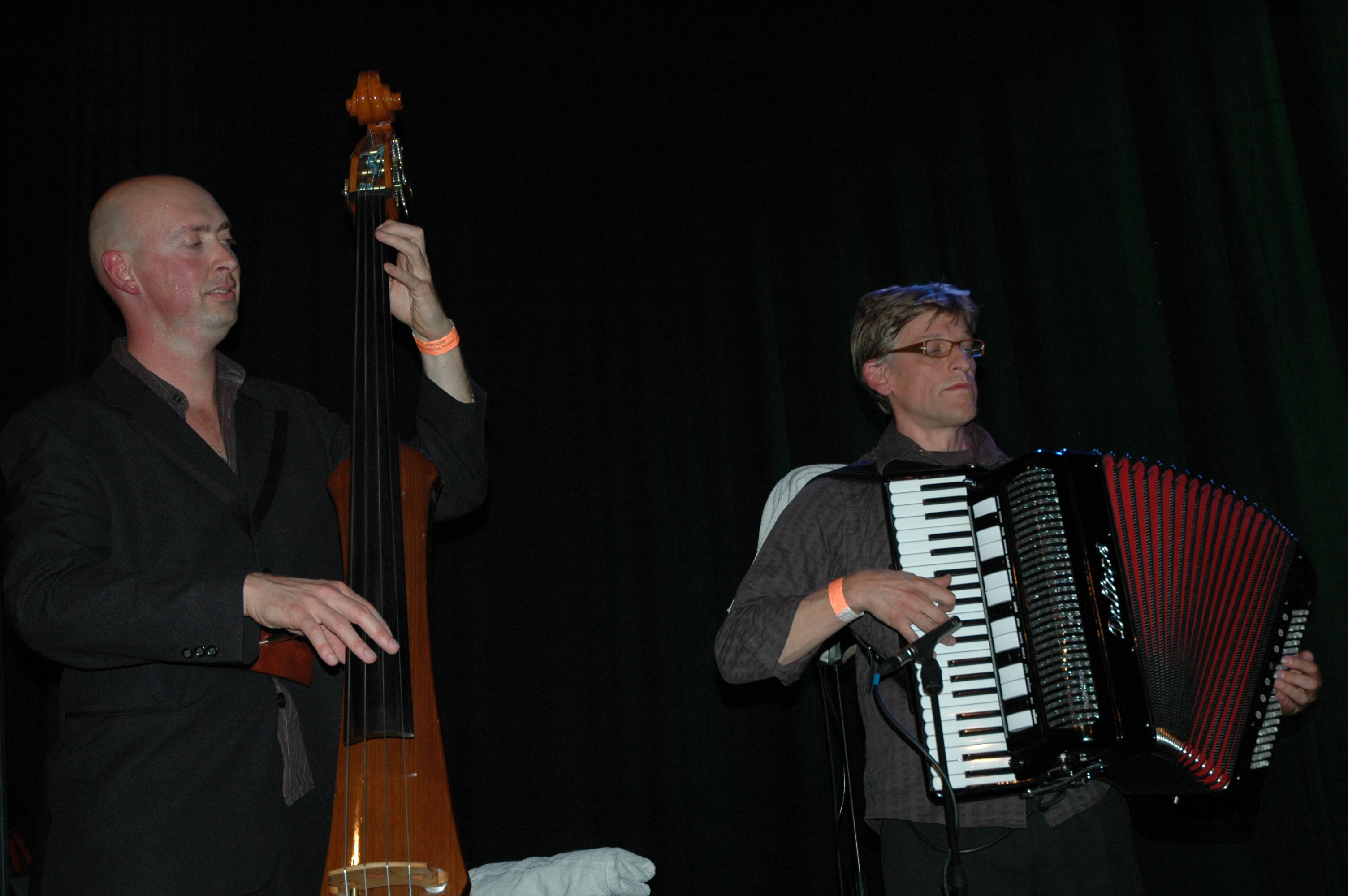
Kontrabassist Jasper de Beer und Akkordeonist Theo van Tol.

- 1997: Leib in de Pijp, Musikkassette
- 1999: De Amsterdam Klezmer Band, Album-CD (Eigenverlag)
- 2000: Malaloka, Album-CD (Syncoop, Rotterdam)
- 2001: Limonchiki, Album-CD (Knitting Factory, New York)
- 2003: De Amsterdam Klezmer Band, Album-CD, Wiederveröffentlichung (BV Haast, Amsterdam)
- 2003: Katakofti, Album-CD mit der Galata Gypsy Band (Kalan, Türkei)
- 2004: Man Bites Dog Eats Amsterdam Klezmer Band, mit Man Bites Dog EP-CD (try tone, Amsterdam)
- 2005: Son, Album-CD (Connecting Cultures, Belgien)
- 2006: Amsterdam Klezmer Band Remixed, Remix-Album (Essay Recordings, Frankfurt am Main)
- 2008: Zaraza, Album (Essay Recordings)
- 2011: Katla, Album (Essay Recordings)
- 2012: Mokum, Album (Essay Recordings)
- 2014: Blitzmash (Vetnasj Records)
- 2015: Benja - Gangsters & Entertainers (Vetnasj Records)
- 2016: Oyoyoy (Vetnasj Records)
- 2018: Szikra mit Söndörgő (Vetnasj Records)
- 2020: Fortuna (Vetnasj Records)
- 2024: Bomba Pop (Vetnasj Records)